# Intermedio
L'intermedio è una forma rinascimentale di intrattenimento teatrale basata sulla musica, il ballo, il canto, la declamazione ed eseguita tra un atto e l'altro di tragedie, commedie e altri lavori teatrali.
Di origine italiana, consistette da principio in un semplice inserto di musica strumentale o vocale, in seguito assunse genere rappresentativo autonomo, sviluppando trame distinte da quelle del testo principale in cui era intercalato.
L'avvento della monodia accompagnata e la cura sempre maggiore ad essi dedicata dai musicisti, resero spesso gli intermedi (eseguiti di solito in occasione di cerimonie e feste presso le corti) la parte più interessante ed espressiva del complesso spettacolo rinascimentale, facendone gli immediati antecedenti del melodramma.

## Il significato degli Intermedi nella commedia rinascimentale

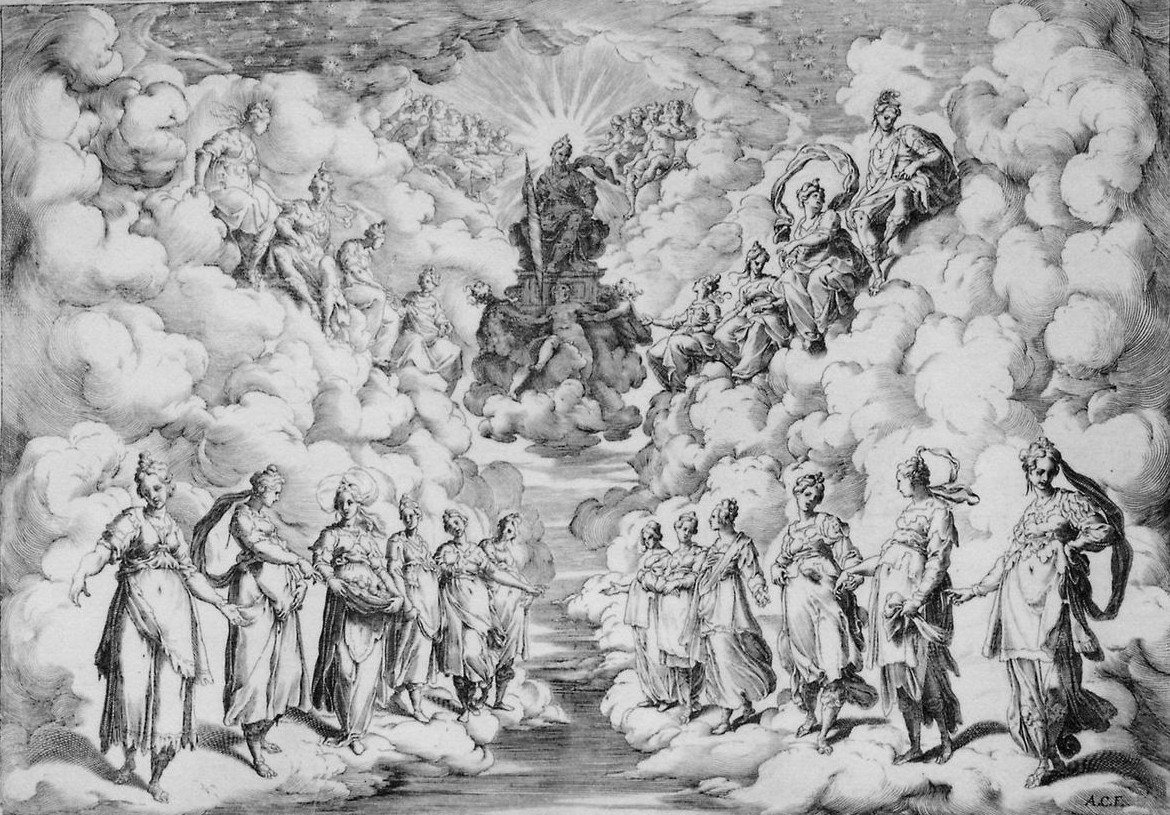
Scena di Bernardo Buontalenti per il primo intermedio de La Pellegrina: Armonia delle sfere

"Una volta si impiegavano gli intermedii per completare una commedia, ora invece si fa all'incontrario, scrivendo la commedia per gli intermedii": tali parole del poeta, commediografo e farmacista Antonfrancesco Grazzini (detto "Il Lasca"), del 1565, definiscono il significato che gli intermedii avevano assunto nella vita teatrale dell'epoca. Originariamente, secondo il significato del loro termine di interludi, svolgevano un ruolo subordinato al lavoro teatrale ma ben presto la loro parte crebbe d'importanza, catalizzando l'attenzione sia degli artisti che del pubblico. La messa in scena della commedia veniva ad offrire poco più di un pretesto per gli intermedii.
Gli interludi, in forma di esibizioni musicali, teatrali e persino acrobatiche, erano in quel tempo abituali nelle manifestazioni delle più svariate località. Particolare importanza nel genere degli intermedi scenici avevano quelli che si svolgevano negli intervalli dei grandiosi banchetti ufficiali: appartengono a tal genere la maggior parte dei lavori scritti dai migliori compositori dell'epoca, rappresentati nel celebre banchetto dei fagiani organizzato dall'Ordine dei Cavalieri del Vello d'oro a Lilla nel 1454. In teatro gli intermedi erano già diventati una prassi consuetudinaria nell'ultimo periodo del 1400; venivano inseriti per separare l'uno dall'altro gli atti delle commedie classiche in latino o delle imitazioni coeve (volgare), dal momento che il sipario, come è inteso oggi, non era allora in uso ed il principio dell'unità, che governava il dramma classico, escludeva i cambiamenti di scena. Normalmente erano in numero di quattro ma gli intermedi potevano anche ascendere a sei perché ai normali interludi potevano aggiungersene degli altri all'inizio e alla fine del lavoro teatrale. Di solito non vi era nessun riferimento con l'argomento del dramma o, se ve n'era, era del tutto superficiale al pari delle correlazioni tra un intermedio e l'altro. Quel che è certo è che l'uso di interpolare gli intermedi divenne universale e l'assenza di una prassi del genere al giorno d'oggi non smentisce il rilievo che essi ebbero un tempo.
Una categoria speciale di intermedi, su cui si è rivolta l'attenzione dello studioso italiano Nino Pirrotta, venivano chiamati "aulici". I posteri poterono averne una chiara raffigurazione da quanto accadde principalmente alla corte dei Medici in Firenze, che, nell'intento di tramandare la loro celebre reputazione, provvidero ad organizzare famose feste - con al centro gli intermedi - la cui fama è trapassata alle generazioni successive. È per questa ragione che gli intermedi allestiti in occasione delle feste nuziali dei Medici nel 1539, 1565, 1579, 1585 e nel 1589 sono stati annoverati da tempo nelle storia della musica come eventi di grande notorietà. L'ultima data menzionata, cioè il 1589, corrisponde al vertice raggiunto nel XVI secolo dagli intermedi sia come genere sia come lavori musicali considerati a sé stanti. L'occasione che diede luogo alla loro rappresentazione fu il matrimonio del Granduca Ferdinando I con Cristina di Lorena. Nel quadro della fastosa festa nuziale, svoltasi per l'occasione, nel Teatro Mediceo degli Uffizi, gli intermedi creati per loro furono eseguiti quattro volte. In effetti due di tali rappresentazioni - il 2 e il 15 maggio 1589 - furono allestite insieme alla commedia La Pellegrina di Girolamo Bargagli, su commissione di Ferdinando nel 1564: furono anche allestiti una volta con La Zingara il 6 maggio e un'altra volta con La Pazzia il 13 maggio, a cura della Compagnia dei Gelosi - un'ulteriore conferma di quanto fosse ininfluente il rapporto con l'argomento della commedia che incorniciava gli intermedi.